# Compendium van de sociale leer van de Kerk
Het Compendium van de sociale leer van de Kerk is een document uit 2004 van de Pauselijke Raad voor Gerechtigheid en Vrede dat een overzicht geeft van de sociale leer van de Katholieke Kerk. Dit boek, waarvan de redactie onder leiding van kardinaal Nguyên Van Thuân was begonnen, werd door kardinaal Raffaele Martino aangeboden aan Paus Johannes Paulus II. 
Het boek behandelt de sociale leer van de Kerk en weidt uit over diverse onderwerpen zoals de mens, mensenrechten, het gezin, werk, economie, belastingen, politiek, de internationale gemeenschap, de zorg voor het milieu, vrede en oorlog.
De Nederlandse vertaling werd uitgegeven in januari 2008 bij uitgeverij LICAP en kwam er op initiatief van het Universitair Centrum Sint-Ignatius Antwerpen (UCSIA) en het Internationaal Instituut Kanunnik Triest van de Broeders van Liefde. 

## Indeling
- Inleiding: Een integraal en solidair humanisme

DEEL I
- 1. Gods liefdesplan voor de mensheid
- 2. De missie van de Kerk en de sociale leer
- 3. De menselijke persoon en de mensenrechten
- 4. Principes van de sociale leer van de Kerk

DEEL II
- 5. Het gezin, de levenskrachtige cel van de maatschappij
- 6. De menselijke arbeid
- 7. Het economische leven
- 8. De politieke gemeenschap
- 9. De internationale gemeenschap
- 10. De bescherming van het milieu
- 11. Het bevorderen van de vrede

DEEL III
- 12. Sociale leer en kerkelijke actie

Besluit: Naar een beschaving van liefde